# Liste d'acteurs pornographiques apparus dans des films grand public
Certaines actrices pornographiques sont appelées à apparaître dans des films non pornographiques, certaines essayant de s'ouvrir une nouvelle carrière dans le cinéma (Brigitte Lahaie étant un exemple connu en France). Ces apparitions font souvent l'objet de commentaires dans les médias, que ce soit pour alimenter une polémique, pour faire sensation ou pour souligner et réfléchir sur la limite de plus en plus floue entre cinéma pornographique et non pornographique. Si la chose est moins médiatisée côté masculin, le phénomène peut concerner certains acteurs, comme Corentin Berthelot.

## Volonté de reconversion
Certains acteurs pornographiques tentent, avec ou sans succès, de se reconvertir dans le cinéma non pornographique.

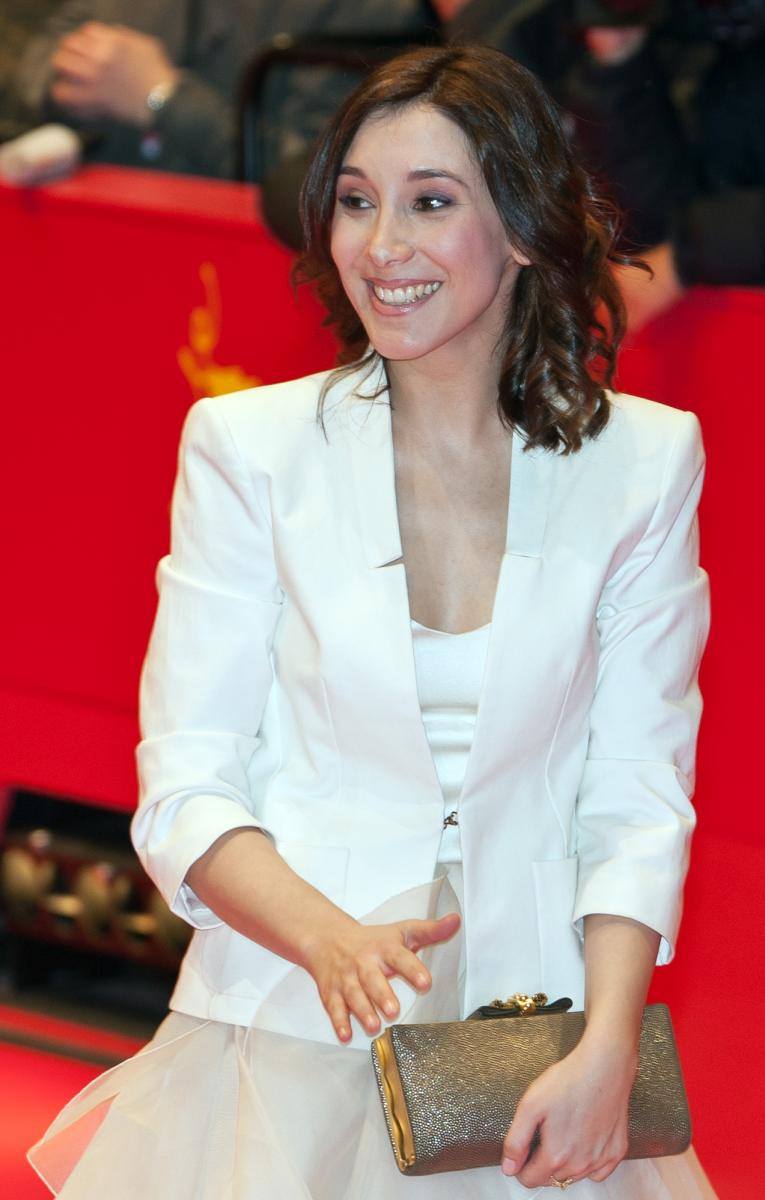
L'actrice allemande Sibel Kekilli, précédemment actrice pornographique sous le pseudonyme de Dilara.

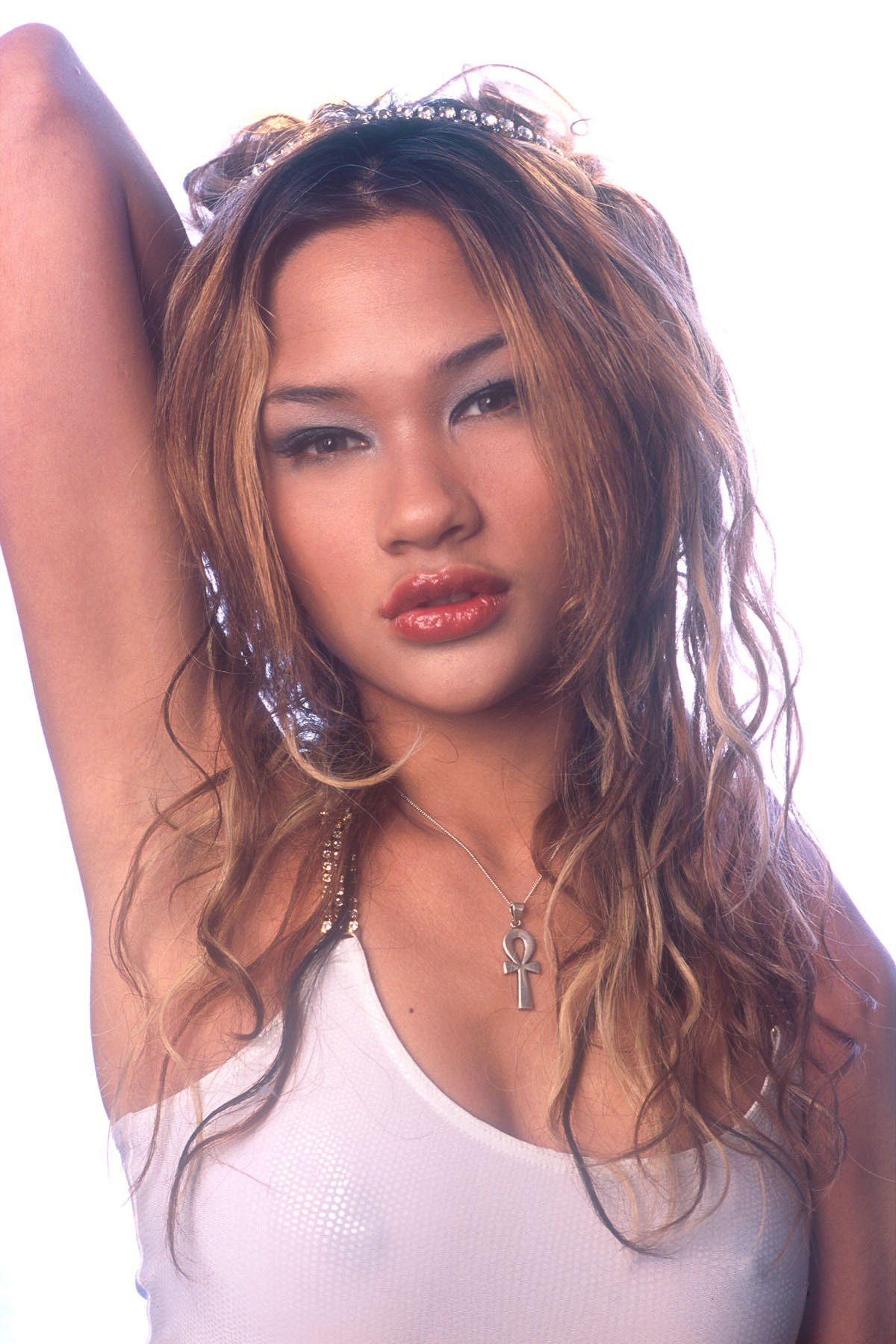
L'actrice française Dany Verissimo-Petit, photographiée à l'époque de sa carrière d'actrice X sous le nom d'Ally Mac Tyana.

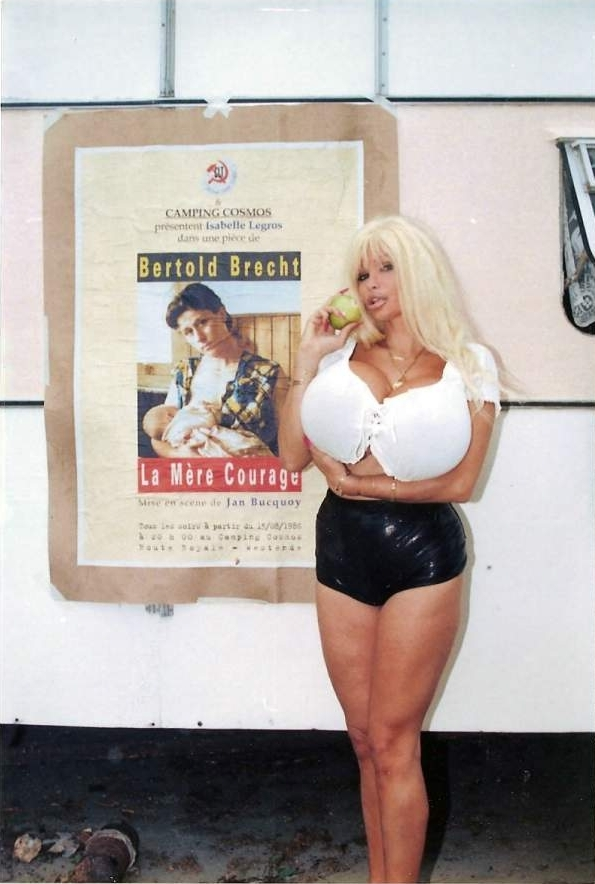
Lolo Ferrari pose pour le film Camping Cosmos devant l'affiche qui annonce Mère Courage et ses enfants.

- Ally Mac Tyana, après avoir arrêté sa carrière pornographique, entame une seconde carrière dans le cinéma non pornographique, sous les noms de Dany Verissimo, puis Dany Verissimo-Petit. Elle a notamment joué dans Banlieue 13 (2004) et Gradiva (2006). Dans une interview pour Écran Large, elle regrette « qu’on fasse un amalgame entre la fin de (sa) carrière porno et (son) entrée chez Luc (Besson) »[2].

- Belladonna, après la fin de sa carrière X, a tenu des rôles en 2014 dans les films The Ladies of the House et Inherent Vice sous son véritable nom, Michelle Sinclair.
- Brigitte Lahaie (parfois sous le pseudonyme de Brigitte Simonin) a joué dans de nombreux films non pornographiques - avant et après l'arrêt de sa carrière X - dont plusieurs films érotiques soft mais également divers films d'horreur[3]. On peut citer, entre autres :
  - Les Raisins de la mort (1978)
  - Fascination (1979)
  - I... comme Icare (1979)
  - La Nuit des traquées (1980)
  - Le Coup du parapluie (1980)
  - Diva (1980)
  - Erotica (1981)
  - Pour la peau d'un flic (1981)
  - Joy & Joan (1985)
  - Brigade des mœurs (1985)
  - L'Exécutrice (1986)
  - Suivez mon regard (1986)
  - On se calme et on boit frais à Saint-Tropez (1987)
  - Le Diable rose (1987)
  - Les Prédateurs de la nuit (1988)
  - Henry & June (1990)
  - Les Deux Orphelines vampires (1997)
  - La Dame pipi (2000)
  - La Fiancée de Dracula (2000)
  - Calvaire (2004)
- Julia Channel a tenté de se lancer dans une carrière non pornographique avec des rôles dans Recto/Verso (1999), Coup de vice (1995), Les Truffes (1995) et Frères (1994).
- Katsuni, avant l'arrêt de sa carrière X, est apparue en 2006 dans Destricted de Gaspar Noé (sketch We Fuck Alone, contenant des actes sexuels non simulés), a interprété en 2009 une voix dans le film d'animation Lascars, et a fait des apparitions dans la série Xanadu (2011) et le film Les Kaïra (2012), ainsi que dans divers sketches et courts-métrages. Depuis sa retraite du porno en 2013, elle apparaît dans des œuvres non pornographiques — la série Le Visiteur du futur (2014), d'autres web-séries, et le film Jailbreak (2017) — sous son véritable nom, Céline Tran.
- Lolo Ferrari apparaît dans Camping Cosmos (1996) et Quasimodo d'El Paris (1999). Elle souhaitait commencer une nouvelle carrière maismeurt prématurément à l'âge de 37 ans[4].
- Sebastian Barrio a joué un second rôle dans Bienvenue au gîte (2003) et souhaite poursuivre une carrière cinématographique non pornographique[5]. Il a ensuite joué des petits rôles dans Musée haut, musée bas (2008) et Ah ! la libido (2009).
- Raffaëla Anderson (créditée dans le X sous les noms de Raphaëlla ou Raphaëla) a tenu l'un des deux rôles principaux de Baise-moi (2000), puis a joué dans le téléfilm Un amour de femme (2004).
- Sasha Grey, pendant sa carrière pornographique, a tenu le rôle principal du film Girlfriend Experience de Steven Soderbergh (2009). Depuis sa retraite du porno en 2011, elle est apparue dans plusieurs autres films grand public.
- Sibel Kekilli a eu une carrière pornographique sous le pseudonyme de Dilara avant de jouer dans Head-On (2004), qui lui a valu plusieurs prix d'interprétation. C'est à l'occasion de sa découverte par le grand public dans ce film, que son passé dans le porno a été divulgué par la presse allemande. Elle a ensuite continué sa carrière non pornographique, jouant notamment dans le film L'Étrangère (2010) et la série Game of Thrones.
- Tabatha Cash, peu après sa retraite du porno, a joué l'un des rôles principaux dans le film Raï (1995).
- Traci Lords a poursuivi après le porno une carrière d'actrice classique, au cinéma et à la télévision. On peut citer ses apparitions dans Cry-Baby (1990), Serial Mother (1994), Blood Money (1996), Blade (1998), Black Mask 2: City of Masks (2002) et Zack & Miri tournent un porno (2008), ainsi que dans divers téléfilms et séries comme Profiler.

## Apparitions ponctuelles

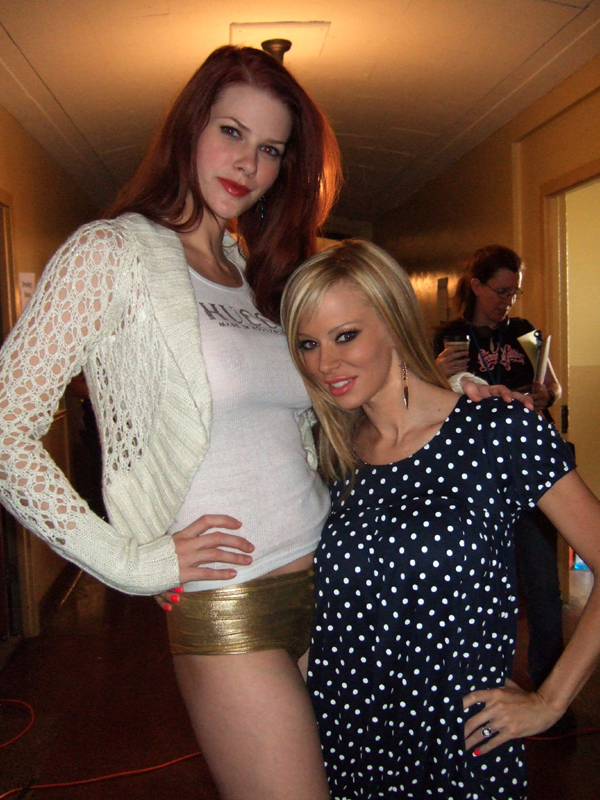
Jenna Jameson (à droite) avec Penny Drake sur le tournage de Zombie Strippers.

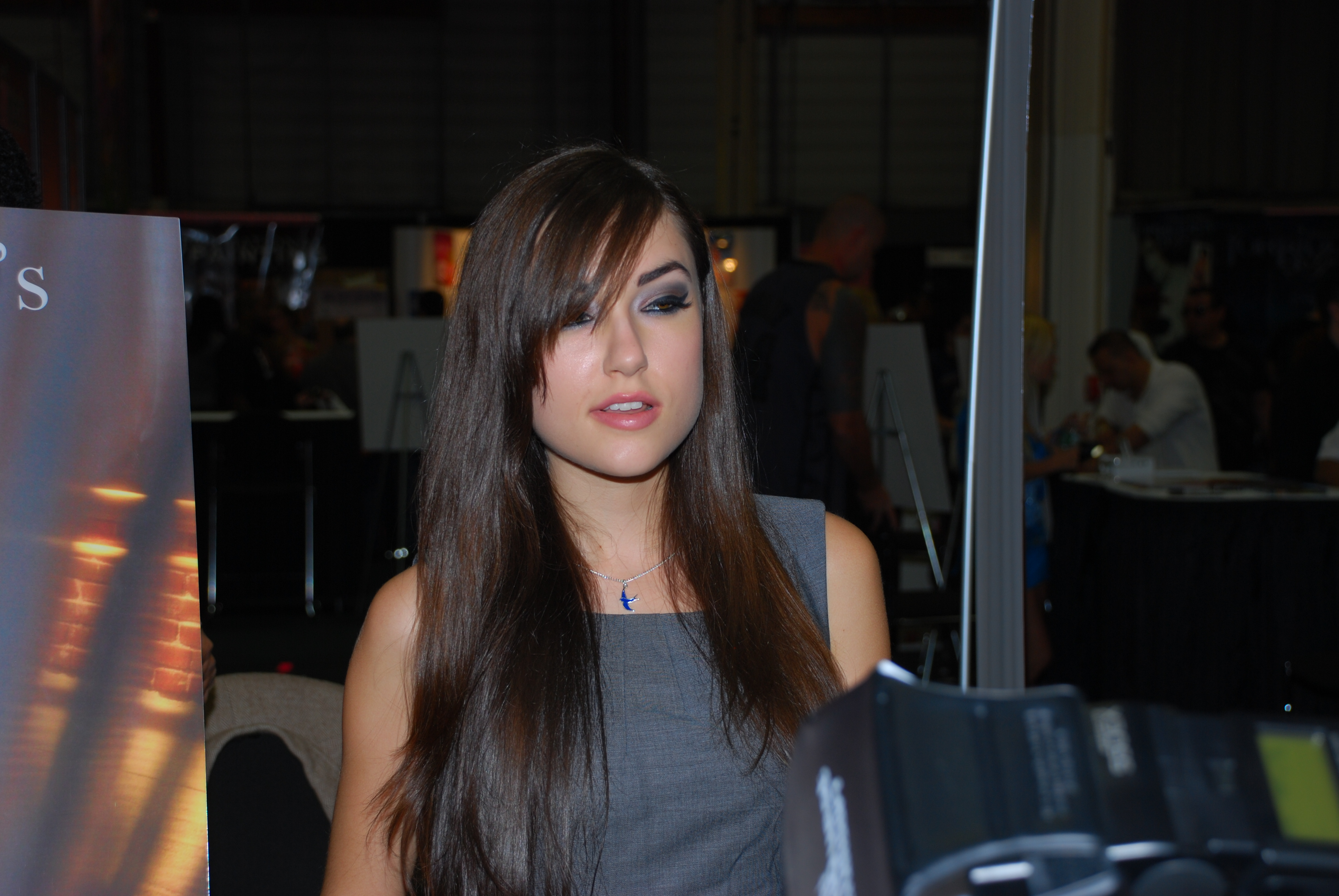
Sasha Grey a joué le rôle principal du film Girlfriend Experience, de Steven Soderbergh (2009).

La liste ci-dessous répertorie les acteurs pornographiques ayant tenu un rôle (majeur ou non) dans un ou plusieurs films non classés pornographiques (ainsi que les films en question), sans pour autant que ces participations ne remettent en question leur carrière pornographique ni ne traduisent une volonté de reconversion de leur part.
- Amber Lynn fait une apparition dans Paiement cash (52 Pick-Up, 1986)
- Andy San Dimas apparaît dans Drive (2011), de Nicolas Winding Refn[6].
- Anksa Kara apparaît dans Le Dossier Toroto (2011)[7] et Le Mentor (2012)[8] de Jean-Pierre Mocky.
- Asa Akira apparaît dans Starlet (2012)
- Asian Shan fait une apparition dans Demonlover (2001).
- Ashlyn Gere apparaît dans Willard (2003)[9] de Glen Morgan.
- Ashlynn Brooke apparaît dans Piranha 3D (2010).
- Aurora Snow apparaît dans Les Lois de l'attraction (2002)[10] de Roger Avary et Supergrave (2007)[11] de Greg Mottola.
- Bobbi Starr a joué l'épouse d'un homme violent dans Drive (2011) de Nicolas Winding Refn, mais son apparition dans ce film a été coupée au montage final, où elle a été remplacée par Christina Hendricks[6].
- Cathy Stewart joue dans La Nuit des traquées (1980) au générique duquel elle est créditée sous son vrai nom, Catherine Greiner.
- Chasey Lain apparaît dans Capitaine Orgazmo (1997)[12] de Trey Parker.
- Chipy Marlow apparaît dans Déjà mort (1998).
- Christi Lake apparaît dans Capitaine Orgazmo (1997) et He Got Game (1998).
- Christophe Clark fait une apparition dans Pinot simple flic (1984).
- Clara Morgane apparaît comme stripteaseuse dans Snowboarder (2003).
- Coralie Trinh Thi apparaît dans Déjà mort (1998), Sombre (1999), Parfait Amour ! (1996) et En avoir (ou pas) (1995).
- Davia Ardell apparaît dans Capitaine Orgazmo (1997).
- Dolly Golden apparaît dans France Boutique (2003), L'Ex-femme de ma vie (2005), Incontrôlable (2006) et Les Infidèles (2012[13].
- Dru Berrymore apparaît dans 58 minutes pour vivre en 1988, Lost Highway de David Lynch en 1997, Strange Days. Elle fait aussi une apparition dans Alerte à Malibu.
- Élodie Chérie joue dans les films d'horreur parodiques Time Demon (1996) et Terror of Prehistoric Bloody Creature from Space (1998).
- Erika Cool joue dans Viol la grande peur de Pierre chevalier (1979 ), Tous les chemins mènent à l'homme de Jack Guy et Draguse ou le manoir infernal de Patrice Rohmm (1975) et Tous les chemins mènent à l'homme
- Estelle Desanges apparaît dans Mortel transfert (2000)
- Fovéa apparaît dans À vendre (1998) et Romance (1999).
- Gianna Michaels apparaît dans Piranha 3D (2010).
- Ginger Lynn apparaît dans Young Guns 2 (1990) et The Devil's Rejects (2005).
- HPG est apparu dans plusieurs films non pornographiques, par exemple Romance, de Catherine Breillat (1998), Baise-moi, de Virginie Despentes et Coralie Trinh Thi (2000), J'ai rêvé sous l'eau, d'Hormoz (2007) et Une affaire d'État, d'Éric Valette (2009). Il est aussi acteur dans les deux films non pornographiques qu'il a lui-même réalisé, On ne devrait pas exister (2006) et Les Mouvements du bassin, (2012).
- Ian Scott apparaît dans Baise-moi (2000) et Love (2015).
- Jacklyn Lick apparaît dans Capitaine Orgazmo (1997).
- James Deen tient l'un des rôles principaux du film The Canyons (2013).
- Jeff Stryker tient le rôle principal dans le film d'horreur Zombie 4 (1988)[14].
- Jeanna Fine apparaît dans Capitaine Orgazmo (1997).
- Jenna Haze apparaît dans Supergrave (2007) et Hypertension 2 (2009).
- Jenna Jameson apparaît dans Sin-Jin Smyth (2009), Zombie Strippers (2008), What Love Is (2007), Evil Breed: The Legend of Samhain (2003), New World Disorder III (2002), Porn 'n Chicken (2002), Ali G, Aiii (2000) et Parties intimes (1997)
- Jesse Jane apparaît dans les films Middle Men (2009), Frat Party (2009), Let the Game Begin (en) (2010) et Snuff Queen (2023), ainsi que dans le téléfilm Alerte à Malibu : Mariage à Hawaï (2003) et la série Entourage (1 épisode, 2005).
- Jill Kelly apparaît dans Capitaine Orgazmo (1997) et He Got Game (1998).
- Juli Ashton apparaît dans Capitaine Orgazmo (1997).
- Karen Lancaume a tenu un des deux rôles principaux de Baise-moi (2000), sous son véritable nom, Karen Bach[15].
- Kagney Linn Karter apparaît dans un rôle très mineur dans Zoolander 2 (2016).
- Kobe Tai apparaît dans Very Bad Things (1998).
- Kotone Amamiya apparaît dans Les Nuits rouges du Bourreau de Jade (2011).
- Ksandra apparaît dans Le Pornographe (2001).
- Laure Sainclair apparaît dans Déjà mort (1998), Philosophale (2001), Le Temps du RMI (2002), Diesel nostalgie (2002) et Quand on est amoureux, c'est merveilleux (1999).
- Lexi Belle apparaît dans Samurai Cop 2: Deadly Vengeance (2015).
- Lily LaBeau apparaît dans Starlet (2012) et dans le film The Canyons (2013)
- Liza Del Sierra tient le rôle principal du thriller Villa Captive (2011) où elle est créditée au générique sous son vrai nom, Émilie Delaunay.
- Loan Laure fait une apparition dans La Maison (2007).
- Manuel Ferrara apparaît dans Destricted (2006) et Starlet (2012).
- Marc Barrow apparaît dans Baise-moi (2000).
- Marilyn Chambers a tenu les rôles principaux du film d'horreur Rage (Rabid, 1977) et du film d'espionnage parodique Super Angel (Angel of H.E.A.T., 1982).
- Melissa Hill apparaît dans Capitaine Orgazmo (1997).
- Roberto Malone fait une apparition dans Romance (1999).
- Nautica Thorn apparaît dans En cloque, mode d'emploi[16] (2006).
- Nikki Benz apparaît dans No Pain No Gain (2013) dans le rôle d'une strip-teaseuse.
- Nikita Bellucci joue un rôle dans La Maison (2022)[17].
- Nina Hartley, Summer Cummings et Skye Blue apparaissent dans Boogie Nights (1997).
- Nina Roberts apparait dans les films Léa (2011) et Bye Bye Blondie (2012).
- Oksana apparaît dans Truands (2007).
- Olivia Del Rio joue Debbie dans Déjà mort (1998) et apparaît dans Peut-être (1999).
- Ovidie joue Jenny dans Le Pornographe (2001) et tient des rôles dans Mortel transfert (2000) et Saint Amour (2016).
- Pascal Saint James fait une apparition dans Un tueur aux trousses (Quicksand) (2003).
- Phil Hollyday tient un rôle récurrent dans la série Xanadu (2011).
- Piotr Stanislas tient l'un des rôles principaux de Nous étions un seul homme (1978) et apparait dans d'autres films non pornographiques, comme Charlie Bravo (1980), Le Retour des bidasses en folie (1983) ou Aldo et Junior (1984).
- Rebecca Lord a joué l'un des rôles principaux du film américain indépendant I Am a Sex Addict (2005), de Caveh Zahedi.
- Riley Steele joue un second rôle dans Piranha 3-D (2010).
- Rocco Siffredi a tourné pour Catherine Breillat dans Romance (1999) et Anatomie de l'enfer (2004)[18], et fait une apparition dans Les Kaïra (2012).
- Rodolphe Antrim tient un rôle dans Baise-moi (2000).
- Ron Jeremy a fait diverses apparitions dans des films non pornographiques, dont Capitaine Orgazmo (1997), Poultrygeist: Night of the Chicken Dead (2006) ou Hyper Tension 2 (2009).
- Selen apparait dans Scarlet Diva (2000).
- Serenity apparaît dans Capitaine Orgazmo (1997).
- Sharon Mitchell apparaît dans Maniac (1980) et Paiement cash (1986).
- Stormy Daniels apparaît dans 40 ans, toujours puceau[19] (2005),
- Titof tient des rôles dans Baise-moi (2000) et Le Pornographe (2001).
- Teri Weigel apparaît dans Predator 2 (1990) et Innocent Blood (1992).
- Yasmine apparaît dans Un homme perdu (2007) et MR 73 (2008).
- Yasmin Lee apparaît dans le film d'horreur Red Ice (2011) et dans Very Bad Trip 2 (2011).
- Zabou apparaît dans Déjà mort (1998)
- Zenza Raggi apparaît dans Baise-moi (2000).

## Apparitions dans des clips
Plusieurs actrices pornographiques sont apparues dans des vidéo-clips, généralement au style porno chic.
- Adrianna Sage (PIMP, 50 Cent)

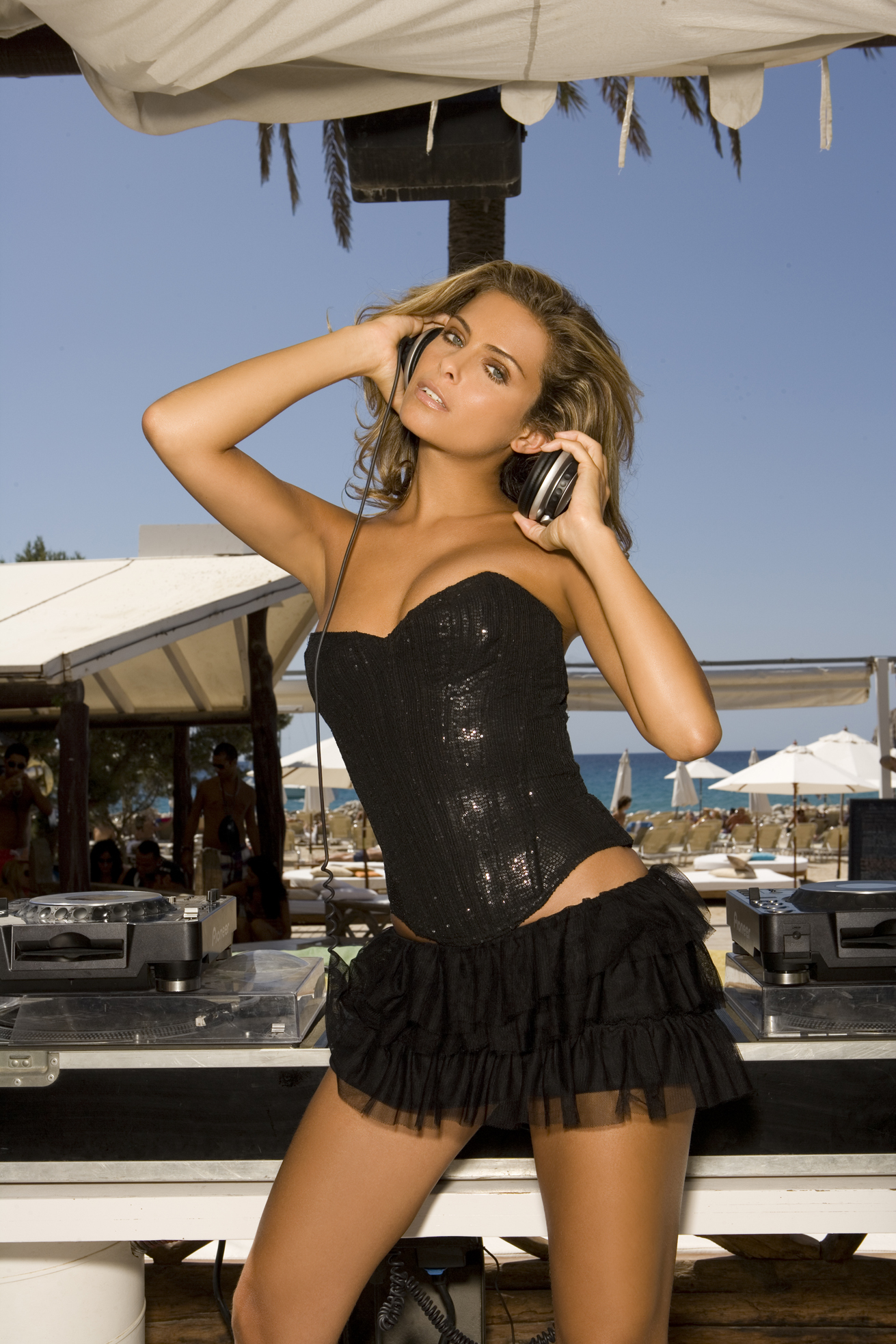
Clara Morgane.

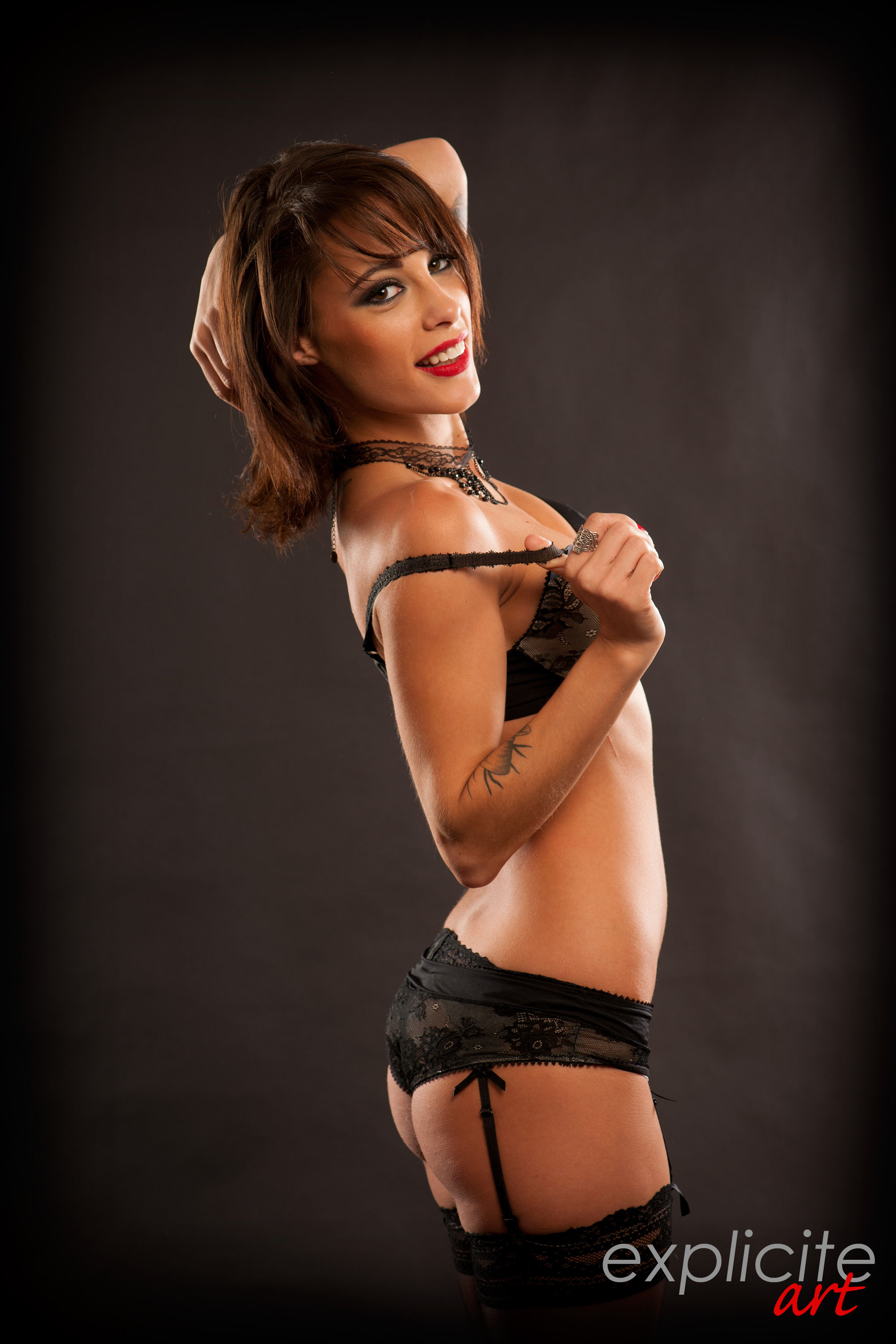
Nikita Bellucci.

- Britney Beth (Been to Hell, Hollywood Undead)
- Chasey Lain (The Ballad of Chasey Lain, The Bloodhound Gang)
- Clara Morgane (Ho ho, Organiz[21] ; Beautiful Things, Andain (actrice porno) VS Tiësto ; Oh no Lord Kossity ; Popobe, Yohann K ; ainsi que ses propres clips : J'aime, Sexy Girl, Nous Deux, Le Diable au Corps, IL, Good Time, Good Time Acoustique et Je t'Adore)
- Dasha (Music, Madonna[22] ; Change, Deftones[23])
- Dolly Golden (Une affaire de famille, Arsenik)
- Draghixa (Cours-Vite, Silmarils[24], You Are My High, Demon)
- Gina Lynn (Superman, Eminem[25])
- Ginger Lynn (Turn The Page, Metallica)
- Helena Karel (Hey sexy wow, Lord Kossity)
- Heather Hunter, (How Do You Want It, 2Pac)
- Janine Lindemulder (What's my age again, All The Small Things et Man Overboard, Blink 182[26] ; Boys Are Back in Town, Everclear[26])
- Jenna Jameson (Without me, Eminem[27])
- Jesse Jane (Step Up, Drowning Pool)
- Julia Channel (Cours Vite, Silmarils[24])
- Katsuni (Funky Maxime, Doc Gyneco[28], Down with Love, Miguel Bosé[29] et Conspiracy Strip Club, The Electronic Conspiracy[30])
- Lisa Ann (We Made You, Eminem)
- Liza Del Sierra (Patek, Alkpote et Kalash Criminel) [31]
- Marilyn Jess apparaît furtivement en 1983 dans le clip de Idées noires, duo de Bernard Lavilliers et Nicoletta[32].
- Nikita Bellucci (Selfie, Vald[33])
- Obsession (What Would You Do, City High)
- Olivia O'Lovely (Risky Business, MURS)
- Rebecca Lord (Outside, George Michael)
- Sasha Grey (Space Bound, Eminem)
- Vanessa Blue (Wouldn't Get Far, The Game[34])
- Vanessa del Rio (Get Money, Junior M.A.F.I.A)
- Zabou (Cours vite, Silmarils)